# Roman Sludnov
Roman Andreevič Sludnov (in russo Роман Андреевич Слуднов?; Omsk, 24 febbraio 1980) è un nuotatore russo.
Specializzato nella rana, ha vinto una medaglia di bronzo nei 100 m rana alle Olimpiadi di Sydney 2000. È stato il primo uomo ad abbattere il muro del minuto sui 100m rana in vasca lunga.

## Palmarès
- Olimpiadi

Sydney 2000: bronzo nei 100m rana.
- Mondiali

Fukuoka 2001: oro nei 100m rana e argento nei 50m rana.
Montreal 2007: bronzo nella 4x100m misti.
- Mondiali in vasca corta

Atene 2000: oro nei 100m rana e nei 200m rana.
- Europei

Berlino 2002: oro nella 4x100m misti, argento nei 100m rana e bronzo nei 200m rana.
Budapest 2006: oro nei 100m rana e nella 4x100m misti.
Budapest 2010: argento nella 4x100m misti.
- Europei in vasca corta

Lisbona 1999: oro nei 100m rana e bronzo nei 50m rana.
Vienna 2004: oro nei 100m rana e argento nei 50m rana.

## Riconoscimenti
- European Swimmer of the Year: 2001